# Qāsem Moţs̄ar
Qāsem Moţs̄ar är en ort i Iran.   Den ligger i provinsen Khuzestan, i den västra delen av landet, 500 km sydväst om huvudstaden Teheran. Qāsem Moţs̄ar ligger 90 meter över havet och antalet invånare är 462.
Terrängen runt Qāsem Moţs̄ar är platt.Runt Qāsem Moţs̄ar är det ganska tätbefolkat, med 96 invånare per kvadratkilometer. Närmaste större samhälle är Susa, 10,2 km sydost om Qāsem Moţs̄ar. Trakten runt Qāsem Moţs̄ar består till största delen av jordbruksmark.